# Mastostethus costaricensis
Mastostethus costaricensis is een keversoort uit de familie halstandhaantjes (Megalopodidae). De wetenschappelijke naam van de soort werd in 1948 gepubliceerd door Félix Édouard Guérin-Méneville.